# Джон Лескроарт
Джон Трет Лескроарт (на английски: John Tret Lescroart) (/lɛsˈkwɑː/) е американски писател на бестселъри в жанра криминален и съдебен трилър, както и певец, композитор и музикант. Той е един от основателите на Международната група на писателите на трилъри.

## Биография

### Произход и образование
Джон Лескроарт е роден на 14 януари 1948 г. в Хюстън, Тексас, САЩ и има шест братя и сестри. Той е три четвърти ирландец, но е с френска фамилия. Учи в католическото училище „Serra“ и за да се издържа, работи като рецепционист в библиотеката и доставчик от местната аптека. В колежа „San Mateo“, който завършва през 1967 г., също припечелва с преподаване на китара и работа в „Макдоналдс“. Учи в Университета на Сан Франциско (1967 – 1968) и завършва с отличие Калифорнийския университет в Бъркли (1968 – 1970) със степен по английска литература.

### Рокаджийски години
Седемдесетте години на ХХ век са бурни за Лескроарт. След дипломирането си работи като супервайзер в телефонната компания „Pacific“, увеличавайки приходите си с участие като певец и китарист в няколко кънтри рок групи. Свободата го привлича и тръгвайки от Амстердам той скита из Европа, свирейки на китара и пеейки в различни кафенета и кръчми на континента. После се връща в Калифорния и работи като „момче за всичко“ – от барман в ирландски пъб в Сан Франциско, хамалин, секретар в офис, бояджия. През това време мечтае да се занимава с литература и в свободното си време твори, като написва много скечове и разкази, два романа и над сто песни.
Премества се в Лос Анджелис, където свири по заведения и дори участва като състезател в различни шоу програми и състезания – „Tic Tac Dough“, „Joker's Wild“, „Blank Check“ и „Headline Chasers“. В крайна сметка отново се връща на север и под псевдонима Джони Капо сформира и свири с групата „Real Good Band“. С нея работи непрекъснато в продължение на няколко години в района на залива на Сан Франциско.

### Дебют в литературата
На тридесетия си рожден ден Лескроарт решава да напусне групата и да преследва мечтата си да стане писател. Първият му автобиографичен роман „Sunburn“ (Слънчево изгаряне), в стил Хемингуей, печели през 1978 г. в Сан Франциско наградата на фондация „Joseph Henry Jackson“ за най-добър първи роман, от 35 писатели, побеждавайки „Интервю с вампир“ на Ан Райс. Въпреки наградата романът е издаден чак през 1981 г. и макар да е приет добре от критиката, не му носи успех.
Междувременно, докато работи над три други ръкописа, се премества в Лос Анджелис и за да се издържа започва отново да работи на различни места – юридически секретар, барман, по случайни музикални концерти, редактор в месечен вестник, и като офис мениджър на еврейските старчески домове. Накрая решава да учи творческо писане и е приет в Университета на Масачузетс в Амхърст.
Премества се на изток пет месеца преди започване на учебната година. Там среща бъдещата си съпруга Лиса Сойър, която е архитект. За попълване на финансите си работи почасово машинопис в консултантска фирма. За един от клиентите на фирмата е необходимо спешно да бъде написана презентация и тя е възложена на Лескроарт, който има опит в литературата. Тя е успешна, фирмата печели и той е привлечен да работи в нея като технически писател в продължение на две години, далеч от академичните среди и мечтите си.
По предложение на съпругата си Лиза Лескроарт отново „изравя от чекмеджето“ два от романите си и има късмета да се приемат от издателство „Donald I. Fine“ от Ню Йорк. След преработка от писателя излизат романите „Son of Holmes“ (1986) и „Rasputin's Revenge“ (1987) от кратката серия „Огюст Лупа“. Лупа, сочен за „син“ на Шерлок Холмс и Ирен Адлер, е детектив от началото на 20 век наследил дедуктивния метод на Холмс.
Въпреки публикациите семейството не може да се издържа и Лескроарт започва работа като надзорен орган за текстообработка в голяма адвокатска фирма в Лос Анджелис.
В края на осемдесетте години на ХХ век Джон Лескроарт решава, че иска нещо по-различно от дългите дни работа в адвокатската кантора. Всяка сутрин в продължение на два часа преди работата си той пише по 3 – 4 странички и иска да се концентрира само в това. Повратната точка идва един ден през 1992 г., когато след каране на сърф той заболява от гръбначен менингит и едва избягва смъртта. След този случай той прекратява работата си в адвокатската фирма и се отдава на писателското си поприще.

### Пробив в литературата
Междувременно през 1989 г. Лескроарт е издал романа „Dead Irish“ (номиниран за наградите „Shamus“ и „Anthony“ през 1990 г.), с който поставя началото на най-известната си серия от правни криминални трилъри за „Дизмъс Харди“. В центъра на приключенията, съдебните битки и разследванията е бившето ченге и адвокат Дизмъс Харди. Партнират му най-добрият му приятел, следователят от отдел „Убийства“ офицер Ейб Глицки, частният детектив Уайът Хънт, наред с много други приятели и познати.
Въпреки че прочутите му герои често участват заедно в сюжета на романите му, то книгите могат да бъдат разграничени според това кой герой е главно действащо лице. Така в годините се отделят и сериите за „Ейб Глицки“ и „Уайът Хънт“.
Лескроарт има енциклопедични познания за Сан Франциско, за различните исторически епохи и архитектура, за ресторантите и старомодните търговски центрове, и за специфичната култура, които винаги са фон и винаги показват нещо ново и приятно. В тях се крият възможностите да се създават безупречни мистерии и лов за улики. Запазена марка на Лескроарт е да „образова“ читателя и да го въвежда в детайлите. Разказите му са реалистични истории с автентични герои. Обръща внимание на взаимоотношенията между героите, връзките между родители и деца, правата на жените, бездомните и социално слабите. Така героите стават близки и предпочитани от читателя.
През 2000 – 2001 г., в чест на новия век, Лескроарт, заедно с още 10 автори, прави творчески експеримент като пишат съвместно романа „Фатални подозрения“. Участват Уилям Бернхард (редактор), Филип Марголин, Бони Макдугъл, Майкъл Палмър, Лиза Скотлайн, и др. Получените хонорари от този криминално-правен трилър са дарени на „The Nature Conservancy“.
Отново през 2011 г. двадесет и шест прочути автори на криминални романи се събират, за да напишат заедно експресивния трилър „Няма покой за мъртвите“. Освен Джон Лескроарт участници са Джефри Дивър, Кати Райкс, Питър Джеймс, Сандра Браун, Р. Л. Стайн, Лайза Скоталайн, Реймънд Хури, и др., а световноизвестният Дейвид Балдачи изготвя предговора. Всички те влагат своята изобретателност, за да опишат превратната съдба на детектива Джон Нън, който се е справял перфектно в разследванията си. Но една-единствена грешка не му дава покой и последствията от нея го преследват с години.
В допълнение към своите романи Лескроарт е написал и няколко сценария.
Според „Crow Art Records“ Лескроарт е издал и няколко албума в стил уестърн и кънтри, включително CD на пиано версии на негови песни, изпълнени от Антонио Гала. Едновременно продължава да пише песни и издава нови албуми с различни групи.
Джон Лескроарт живее със съпругата си Лайза в Дейвис, Калифорния. Имат две деца – син Джак и дъщеря Джъстийн. В свободното си време се занимава с готвене и спортува в съседния голф-клуб.

## Гостуване в България
В края на март 2006 г. Лескроарт гостува в България за премиерата на новата си книга „Клубът на Хънт“ (издадена от издателство „Весела Люцканова“), която излиза едновременно в САЩ и в Европа. Той се среща с читатели в София и в Пловдив. Първата от срещите е в рамките на Литературно кафене „Хеликон“ – на 30 март в книжарницата в бившето кино „Витоша“.

## Признание и награди
Лескроарт е носител на различни награди и номинации за своето творчество. След „Dead Irish“ и „Тринайсетият съдебен заседател“ е номиниран за наградите „Shamus“ и „Anthony“ и е включен в списъка на „International Thriller Writers“ за стоте най-добри трилъра. Романът „Вина“ е включен в сборника на „Readers Digest“ за най-добър избор.
През 2007 г. романът „Под подозрение“ на Лескроарт е избран за книга на годината от Американската авторска асоциация и му е присъден авторски медал.
Библиотека „Unlimited“ включва Лескроарт в своя списък на „100-те най-популярни автори на трилъри и мистерии“.
Романите му са продадени в повече от 100 млн. екземпляра и са преведени на 22 езика в повече от седемдесет и пет страни. Петнадесет от неговите книги са били в списъка на бестселърите на „Ню Йорк Таймс“ до 2012 г.

## Произведения[1]

### Самостоятелни романи
- Sunburn (1981)
- The Fall (2015)
- Fatal (2017)
Фатална изневяра, изд.: „Сиела“, София (2017), прев. Коста Сивов

### Серия „Огюст Лупа“
1. Son of Holmes (1986)
2. Rasputin's Revenge (1987)

### Серия „Дизмъс Харди“
1. Dead Irish (1989)
Мъртвият ирландец, изд. „Петекстон – ООД“ (1995), прев. Христо Кънев
2. The Vig (1990)
Рекетът, изд. „Весела Люцканова“ (1997), прев. Владимир Германов
3. Hard Evidence (1993)
Неоспоримо доказателство, изд. „Весела Люцканова“ (1996), прев. Анна Христова
4. The 13th Juror (1994)
Тринайстият съдебен заседател, изд. „Весела Люцканова“ (1995, 2001), прев. Владимир Германов
5. The Mercy Rule (1998)
Право на милосърдие, изд. „Весела Люцканова“ (1998), прев. Веселин Лаптев
6. Nothing But the Truth (1999)
Нищо друго, освен истината, изд. „Весела Люцканова“ (2000), прев. Милена Лилова
7. The Hearing (2000) (дублирана с №3 от „Ейб Глицки“)
Предварително изслушване, изд. „Весела Люцканова“ (2001), прев. Боряна Йотова
8. The Oath (2002)
Клетвата, изд. „Весела Люцканова“ (2002), прев. Димитър Бърдарски
9. The First Law (2003)
Първият закон, изд. „Весела Люцканова“ (2004), прев. Надежда Розова
10. The Second Chair (2004)
Адвокати на защитата, изд. „Весела Люцканова“ (2004), прев. Евелина Банева
11. The Motive (2004)
Мотивът, изд. „Весела Люцканова“ (2005), прев. Надежда Розова
12. Betrayal (2007)
Предателство, изд. „Весела Люцканова“ (2008), прев. Мария Йоцова
13. A Plague of Secrets (2009)
Безкрайни тайни, изд. „Весела Люцканова“ (2009), прев. Лара Манова, Калина Рангелова
14. The Ophelia Cut (2013)
Фатална жена, изд.: „Сиела“, София (2015), прев. Христо Димитров
15. The Keeper (2014)
16. The Fall (2015)
17. Poison (2018)

### Серия „Ейб Глицки“
1. A Certain Justice (1995)
Неизбежно правосъдие, изд. „Весела Люцканова“ (1996), прев. Владимир Зарков
2. Guilt (1996)
Вина, изд. „Весела Люцканова“ (1999), прев. Милена Кардалева, Деян Енев
3. The Hearing (2000) (дублирана с №7 от Дизмъс Харди)
Предварително изслушване, изд. „Весела Люцканова“ (2001), прев. Боряна Йотова
4. Damage (2011)
Щети, изд. „Весела Люцканова“ (2011), прев. Петър Остоич
5. The Keeper (2014)

### Серия „Уайът Хънт“
1. The Hunt Club (2005)
Клубът на Хънт, изд. „Весела Люцканова“ (2006), прев. Надежда Розова
2. Treasure Hunt (2010)
Наградата, изд. „Весела Люцканова“ (2010), прев. Снежинка Вакрилова
3. The Hunter (2012)
Ловецът, изд.: „Сиела“, София (2014), прев. Деян Кючуков

### „Джина Роук“
- The Suspect (2007)
Под подозрение, изд. „СББ Медиа“ (2015), прев. Надежда Розова

### Съвместни романи
- Natural Suspect (2001) – с Уилям Бърнхарт, Лесли Глас, Джини Харцмарк, Джон Каценбах, Филип Марголин, Бони Макдъгъл, Брад Мелцър, Майкъл Палмър, Лайза Скоталайн и Лорънс Шеймс
Фатални подозрения, изд.: ИнфоДАР, София (2005), прев. Боряна Даракчиева
- No Rest for the Dead (2011) – с Джеф Абот, Лори Армстронг, Дейвид Балдачи, Сандра Браун, Томас Х. Кук, Джефри Дивър, Диана Габалдон, Андрю Ф. Гули, Ламия Гули, Питър Джеймс, Дж. А. Джайс, Фей Келерман, Реймънд Хури, Кати Райкс, Джеф Линдзи, Гейл Линдс, Алегзандър Маккол Смит, Филип Марголин, Майкъл Палмър, T. Джеферсън Паркър, Матю Пърл, Тес Геритсън, Маркъс Сакей, Джонатан Сантлоуфър, Лайза Скоталайн, Р. Л. Стайн и Марша Тали
Няма покой за мъртвите, изд.: ИК „Обсидиан“, София (2011), прев. Боян Дамянов

### Документалистика
- Writing the Popular Novel (2004) – в съавторство с Лорън Д. Естелман